# Сецзяцзи
Сецзяцзи́ (кит. упр. 谢家集, пиньинь Xièjiājí) — район городского подчинения городского округа Хуайнань провинции Аньхой (КНР).

## История
После того, как во время гражданской войны эти места оказались под контролем коммунистов, в 1949 году был образован Хуайнаньский горнодобывающий район (淮南矿区), а в его составе — административная единица «район Хуайнань» (淮南区), состоящий из 7 волостей. В 1950 году Хуайнаньский горнодобывающий район был преобразован в город Хуайнань, а район Хуайнань стал районом № 3. В ноябре 1951 года район № 3 стал районом Цайган (蔡岗区), а в мае 1953 года был образован район Багуншань.
В феврале 1955 года районы Цайган и Багуншань были объединены в единый район Багуншань, при этом часть земель бывшего района Цайган вошла в состав Пригородного района (郊区). В марте 1959 года Пригородный район был расформирован. В октябре 1961 года район Багуншань был разделён на районы Багуншань и Сецзяцзи.

## Административное деление
Район делится на 5 уличных комитетов, 4 посёлка, 1 волость и 1 национальную волость.